# Pseudotogea angolana
Pseudotogea angolana är en stekelart som beskrevs av Heinrich 1968. Pseudotogea angolana ingår i släktet Pseudotogea och familjen brokparasitsteklar. Inga underarter finns listade i Catalogue of Life.